# Bridget of York

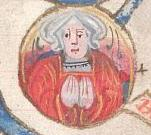
Bridget of York

Bridget of York (* 10. November 1480 in Eltham Palace, London; † 1517 in Dartford Priory, Kent) war eine englische Prinzessin. Sie war die siebte und jüngste Tochter König Eduards IV. und dessen Frau Elizabeth Woodville.

## Leben
Bridget wurde als jüngstes der zehn Kinder König Eduards IV. und dessen Frau Elizabeth Woodville am 10. November 1480 im Eltham Palace in London geboren. Am darauffolgenden Tag wurde sie von Edward Story, dem Bischof von Chichester, getauft. Als Patinnen standen ihre Großmutter väterlicherseits, Cecily Neville, Duchess of York, und ihre älteste Schwester Elizabeth of York am Taufbecken. Zudem war William Waynflete, Bischof von Winchester, ihr Pate. Vermutlich wurde sie nach der heiligen Birgitta von Schweden (englisch: Bridget) benannt. Möglicherweise hatten ihre Eltern bereits bei ihrer Geburt bestimmt, dass sie ihr Leben der Religion widmen sollte. Sie wurde irgendwann zwischen 1486 und 1492 der Dartford Priory in Dartford, Kent, anvertraut und wurde eine Nonne.
Bridget korrespondierte zeit ihres Lebens mit ihrer Schwester, Königin Elizabeth, die auch für ihre kleineren Ausgaben aufkam. Elizabeth finanzierte zudem kleinere Ausgaben für die Waise Agnes of Eltham, die ebenfalls im Kloster lebte. Dies führte zu Spekulationen, dass Bridget deren Mutter sei, was jedoch nicht belegt werden kann.
Es ist bekannt, dass Bridget Dartford mindestens einmal, zu Beerdigung ihrer Mutter 1492, verließ.
Bridget starb um das Jahr 1517.

## Film und Fernsehen
In der Serie The White Princess wird Bridget von Heidi Ely gespielt.